# 호한트엉
호한트엉(베트남어: Hồ Hán Thương / 胡漢蒼 호한창 , ? ~ 1407년)은 대우국 제2대 황제(재위: 1400년 ~ 1407년)이다.

## 생애
호한트엉은 호꾸이리(胡季犛)의 둘째 아들로, 쩐 명종(陳明宗)의 딸 휘녕공주(徽寧公主) 소생이다. 호꾸이리가 진조의 전권을 잡았을 때 호한창은 태부(太傅)를 맡았다.
1400년, 호꾸이리가 쩐조의 제위를 찬탈하여 호조를 세웠는데, 쩐조의 많은 유신들의 반대를 받아 쩐조 황실의 혈통을 받은 호한창에게 양위하였다. 호한트엉은 호꾸이리를 태상황(太上皇)으로 높이고 티에우타인(紹聖)으로 개원하였다. 또한 이복형인 호응우옌쯩(베트남어: Hồ Nguyên Trừng / 胡元澄 호원징)을 좌상국(左相國)으로 삼았다. 이듬해 참파를 공격했다.
1403년, 명나라가 호한창을 안남국왕(安南國王)으로 책봉하였다.
1406년, 영락제가 군사를 일으켜 호조를 공격했다.
1407년, 명나라가 함자관(鹹子關)에서 호조를 크게 격파했고, 도성인 타인호아(淸化)를 공파했다. 호꾸이리는 호계리와 함께 도주하였으나, 많은 신하들과 함께 까오봉산(高望山)에서 포로로 잡혔고, 호조가 멸망하였다. 호한트엉은 호꾸이리, 호응우옌쯩과 함께 명나라의 수도 금릉으로 끌려갔는데, 이후 행방은 알 수 없다. 일설엔 살해되었다고도 하고, 또 다른 설로는 무기를 다루는데 뛰어나 사면을 받았으며 호응우옌쯩과 함께 명나라의 발탁받았다고도 한다.

## 기년
| 호한트엉    | 원년            | 2년        | 3년             | 4년        | 5년        | 6년        | 7년        |
| ----------- | --------------- | ---------- | --------------- | ---------- | ---------- | ---------- | ---------- |
| 서력 (西曆) | 1401년          | 1402년     | 1403년          | 1404년     | 1405년     | 1406년     | 1407년     |
| 간지 (干支) | 신사(辛巳)      | 임오(壬午) | 계미(癸未)      | 갑신(甲申) | 을유(乙酉) | 병술(丙戌) | 정해(丁亥) |
| 연호 (年號) | 소성(紹成) 원년 | 2년        | 개대(開大) 원년 | 2년        | 3년        | 4년        | 5년        |